# پیوتر استراموفسکی
پیوتر استراموفسکی (لهستانی: Piotr Stramowski؛ زادهٔ ۱۷ سپتامبر ۱۹۸۷) بازیگر و صداپیشه اهل لهستان است. او همکاری نزدیکی با پاتریک وگا داشته‌است.
از فیلم‌ها یا مجموعه‌های تلویزیونی که وی در آن‌ها نقش داشته‌است، می‌توان به رازداری حرفه‌ای، بوتاکس،خیوکا، هتل ۵۲، پدر متیو، یولیا، دستورالعمل زندگی، در خوشی و سختی، ۲ ایکس‌ال، کمیسر آلکس، فرابنفش، جهان به روایت خانواده کیپسکی و آخرین شاهد اشاره نمود.